# 592710 Lenghu
592710 Lenghu è un asteroide della fascia principale. Scoperto nel 2011, presenta un'orbita caratterizzata da un semiasse maggiore pari a 2,6701937 au e da un'eccentricità di 0,1139070, inclinata di 17,65032° rispetto all'eclittica.